# جين كوربيت
جين كوربيت (بالإنجليزية: Gene Corbett)‏ هو لاعب كرة قاعدة أمريكي، ولد في 25 أكتوبر 1913 في وينونا في الولايات المتحدة، وتوفي في 28 يناير 2009 في سالزبوري في الولايات المتحدة.

## وصلات خارجية
- جين كوربيت على موقعبيزبول رفرنس.كوم (الدوري الرئيسي) (الإنجليزية)